# Dieu n'est pas mort : Une lumière dans les ténèbres
Pour plus de détails, voir Fiche technique et Distribution.
Dieu n'est pas mort : Une lumière dans les ténèbres (God's Not Dead: A Light in Darkness) est un film chrétien américain réalisé par Harold Cronk, sorti le 30 mars 2018 aux États-Unis, et le 08 novembre 2019 en France.

## Synopsis
Après la sortie de prison du révérend David Hill (comme on le voit dans le film précédent), une controverse est suscitée contre l'église St. James de Dave, située sur le campus universitaire. Cela amène le collège à entamer le processus de fermeture de l'église, à la grande consternation de Dave et de sa partenaire Jude. Lorsqu'ils ont été informés de la décision de fermer l'église et de la remplacer par un bâtiment permettant d'agrandir l'école, Dave et Jude ont entamé le processus de poursuite du collège pour sauver St. James. Les choses s'aggravent quand Adam Richertson, étudiant, en signe de protestation, jette une brique dans l'église, allume un feu qui tue Jude et détruit presque l'église. Dave est obligé de s'attaquer à la perte de son cher ami. Adam est horrifié par ses actes et envisage d’avouer le crime, ce qui le conduit à renouer le contact avec sa petite amie sceptique, Keaton.
Pendant le procès contre l'école, Dave demande l'aide de son frère, l'avocat Pearce Hill, qui tente d'expliquer à Dave que cette affaire ne vaut pas la peine de se battre. Dave refuse d'écouter les conseils de son frère et poursuit l'affaire devant le tribunal. Après avoir échoué à parvenir à un règlement avec le collège, la date du procès est fixée pour le procès. Au même moment, Adam envoie un texte anonyme à Dave, avouant le feu de l'église et obligeant Dave, furieux, à l'assailler devant lui. Cela blesse gravement le procès et conduit à l’arrestation d’Adam et à son inculpation.
Après avoir cherché l'aide de Dieu dans l'église par la prière, Dave finit par se rendre compte que son cas n'a fait qu'empirer les choses et que Saint-Jacques n'est pas la bonne église pour Dieu et ses disciples. Il abandonne son action en justice, parvient à un règlement à l'amiable avec le collège et, après s'être entretenu avec un Adam repentant et avoir consulté la famille de Jude, il demande finalement que les poursuites pénales contre Adam soient abandonnées. Il annonce ensuite aux manifestants de son collège que, si St. James sera démoli, il rouvrira une nouvelle église située non loin de l'école pour les futurs fidèles.

## Fiche technique
- Dates de sortie :
  - États-Unis : 30 mars 2018
  - France : 08 novembre 2019

## Réception

### Box-office
Le film a récolté 23,5 millions de dollars au box-office mondial
pour un budget de 5 millions de dollars.

### Critiques
Le "A.V. Club" considère ce film comme un des pires de l'année.
Metacritic a enregistré une note de 33/100 des critiques .
Rotten Tomatoes a enregistré un note de 10% des critiques et 54% de l’audience .

## Série
- Dieu n'est pas mort
- Dieu n'est pas encore mort